# Guy Van Sam
Guy Van Sam (Beirut, Gran Líbano; 20 de diciembre de 1935-Toulon, Francia; 8 de febrero de 2024) fue un futbolista francés nacido en Líbano que jugó en la posición de delantero centro.

## Carrera

### Club
| Periodo   | Club           |
| --------- | -------------- |
| 1958-1960 | SO Montpellier |
| 1960-1965 | RC Paris       |
| 1965-1968 | SC Toulon      |
| 1968-1972 | UA La Valette  |

### Selección nacional
Jugó para Francia en tres ocasiones en 1961.